# 刘逸明
刘逸明（1980年3月—），原名劉宗俊、身份证姓名为熊忠俊。其父姓刘，其母姓熊，随母姓，故后改名熊忠俊。曾用笔名“烟波渔者”、“边关驿马”，出生于湖北鄂州。时事评论家，独立中文笔会会员，曾担任《中国民营》杂志社驻深圳记者。
其自幼爱好文学，2000年开始写作活动。2004年接触互联网，曾在《南方文学在线》、《伊人城市》、《第三条道路》等网站活动，任论坛管理员和网刊编辑。《新世纪》、《博讯》、《大纪元》等海外网络媒体专栏作家。
刘逸明曾多次在网络发文热议邓玉娇案，严晓玲案等大众关注的案件，并引起网友广泛关注。

## 杭州飆車案“谣言案”事件
2009年5月的杭州飆車案發生後，劉逸明曾在網路媒體發表評論文章认为在法庭上的凶嫌胡斌是替身。2009年7月25日，網絡有传言稱，网友已找到胡斌一审时的“顶包”——张礼礤的照片，而胡斌已经偷偷出国。刘逸明再次就此事件发表评论文章。后被湖北鄂州警方以利用互联网捏造、散布"胡斌替身"谣言为由作出行政拘留10天的处罚。此事在互联网上引发激烈争议，绝大多数网民对其质疑表示支持，认为警方是在以言治罪。